# Tempestade tropical Danny (2009)
A tempestade tropical Danny foi um ciclone tropical que esteve ativo ao largo da costa leste dos Estados Unidos no final de agosto de 2009. Sendo o quinto ciclone tropical e a quarta tempestade tropical dotada de nome da temporada de furacões no Atlântico de 2009, Danny formou-se de uma perturbação meteorológica em 26 de agosto ao norte das Grandes Antilhas. Seguindo inicialmente para noroeste, Danny continuou a se intensificar gradualmente, mas as contínuas condições meteorológicas desfavoráveis não permitiram a rápida intensificação da tempestade, que logo alcançou seu pico em 27 de agosto, com ventos máximos sustentados de 85 km/h. Logo em seguida, Danny começou a se enfraquecer assim que as condições meteorológicas ficaram ainda mais desfavoráveis, e a tempestade se degenerou para uma área de baixa pressão não-tropical em 29 de agosto assim que se fundiu com um sistema frontal e ganhou características extratropicais.
Danny não atingiu nenhuma região costeira diretamente, mas provocou a agitação marítima em toda a costa leste dos Estados Unidos; as ressacas causaram a morte de um garoto de 12 anos na costa da Carolina do Norte. O sistema remanescente de Danny também causou chuvas moderadas nas províncias do Atlântico do Canadá.

## História meteorológica

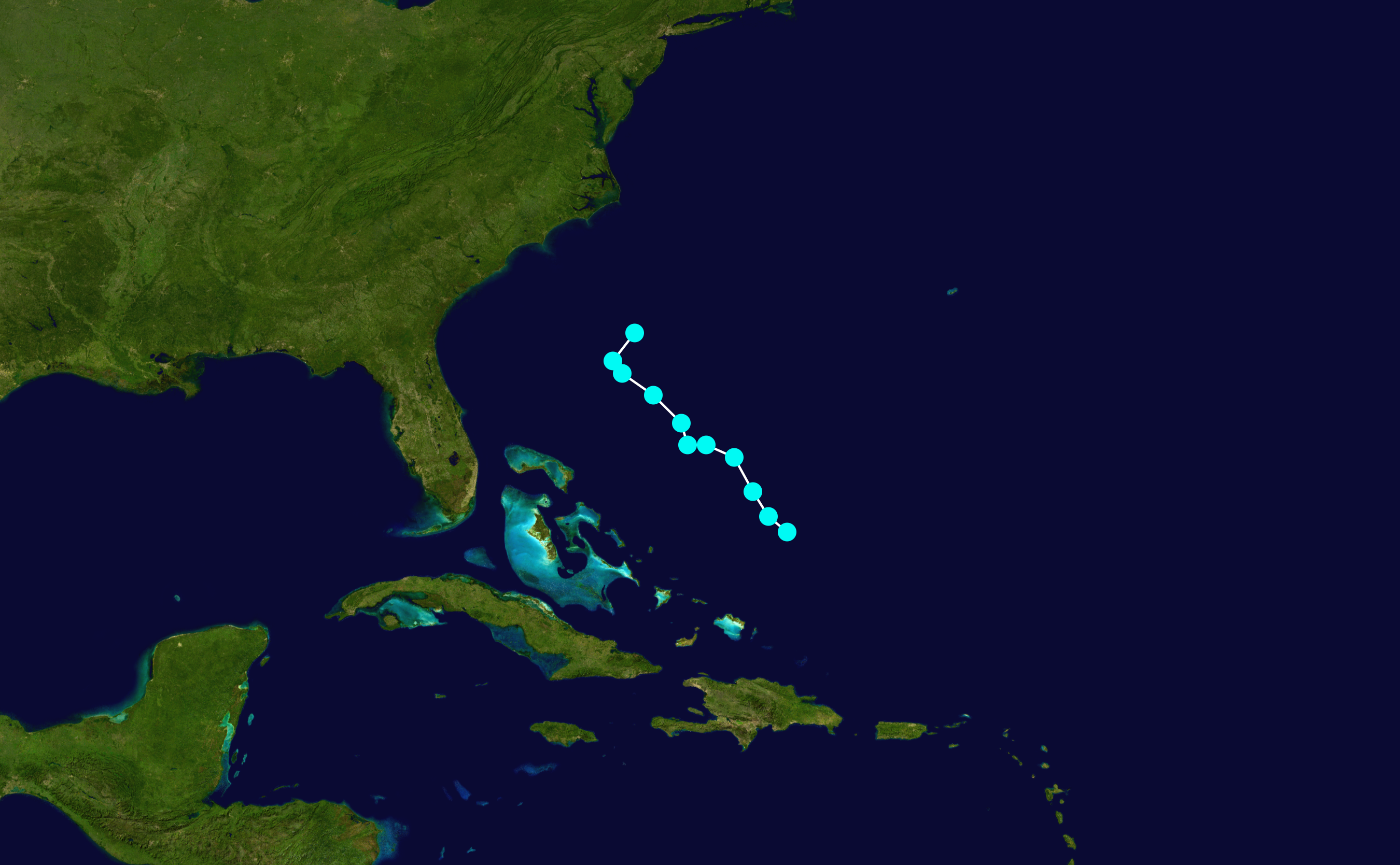
O caminho de Danny

Danny originou de uma grande área de perturbações meteorológicos que originalmente tinha deixado a costa oeste da África na manhã de 20 de agosto. As suas áreas de convecção profunda estavam inicialmente pouco definidas e dispersas, mas no dia seguinte uma circulação ciclônica de baixos níveis se formou em associação ao sistema, e o Centro Nacional de Furacões começou a monitorá-lo como uma perturbação tropical que poderia ser um ciclone tropical significativo. Naquele momento, a onda tropical possuía camadas profundas de umidade, com características ciclônicas evidentes.

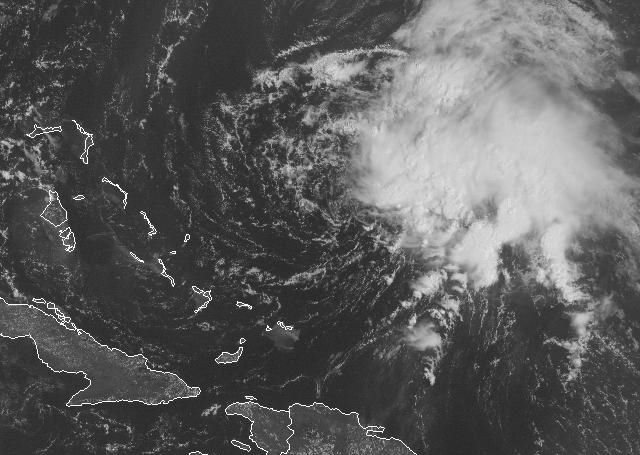
A tempestade tropical Danny durante a tarde (UTC) de 26 de agosto, a norte das Grandes Antilhas

Na manhã de 22 de agosto, a áreas de convecção profunda diminuíram ligeiramente assim que as condições meteorológicas não estavam favoráveis para o desenvolvimento da perturbação. Mais tarde naquele dia, uma nova área de baixa pressão formou-se a oeste da perturbação, mas havia pouca ou nenhuma área de convecção profunda associada naquele momento. Em 23 de agosto, uma nova área de aguaceiros e trovoadas formou-se em associação à perturbação assim que o sistema teve a sua velocidade de deslocamento diminuída devido à presença de uma área de baixa pressão de altos níveis a nordeste da perturbação; naquele momento, a presença desta área de baixa pressão próxima ao sistema provocava a massiva presença de cisalhamento do vento na região, impedindo o desenvolvimento da perturbação. No entanto, naquela noite, uma nova circulação ciclônica de baixos níveis formou-se em associação à onda tropical. No dia seguinte, novas áreas de convecção profunda se desenvolveram, e a tempestade seguiu rapidamente para oeste, dotada de um centro bem definido. No entanto, a maior parte de suas áreas de convecção profunda estava a leste do centro ciclônico. Mais tarde naquele dia, a perturbação começou a seguir para noroeste, através da periferia sudoeste de uma alta subtropical sobre o Atlântico Norte. A formação de áreas de convecção profunda adicionais e a diminuição do cisalhamento do vento estavam afetando a tempestade positivamente assim que o sistema seguia diretamente abaixo de uma área de baixa pressão de altos níveis. Novas áreas de convecção profunda desenvolveram-se no centro da área de baixa pressão, e a parte leste do sistema começou a se separar.
Por volta do meio-dia de 25 de agosto, a perturbação já apresentava ventos com intensidade de tempestade tropical, mas o sistema não foi classificado para uma tempestade tropical devido à ausência de uma circulação ciclônica fechada de baixos níveis. Mais tarde naquela noite e no início da madrugada (UTC) de 26 de agosto, a tempestade estava sendo afetada pelo forte cisalhamento do vento, que removia as áreas de convecção profunda para leste do centro ciclônico da perturbação, e não estava suficientemente intenso para produzir novas áreas de convecção próximas ao seu centro ciclônico. Imagens de satélite indicavam que o fluxo de saída da perturbação seguia para nordeste e sul do sistema, significando cisalhamento do vento de oeste, o que retardou o movimento da tempestade, que seguia inicialmente para oeste. A tempestade foi classificada para uma tempestade tropical, e ganhou o nome "Danny" no primeiro aviso regular do Centro Nacional de Furacões (NHC) sobre o sistema, assim que o sistema já apresentava uma circulação ciclônica fechada de altos níveis. No entanto, a aparência de Danny em imagens de satélite sugeriam que a tempestade era subtropical de natureza, mas análises no centro meteorológico da Universidade do Estado da Flórida sugeria que a tempestade era tropical de natureza por apresentar uma atividade convectiva maior do que ciclones subtropicais apresentam normalmente.
Danny estava ao norte de uma área de baixa pressão de médios a altos níveis localizada sobre a [[ilha de São Domingos (Haiti e República Dominicana), e a sudoeste de uma área de alta pressão sobre as Bermudas, e continuou a seguir para noroeste. Naquele momento, foi previsto que Danny se tornaria um furacão. Uma intensa área de convecção profunda formou-se mais tarde naquele dia, e os ventos mais fortes da tempestade estavam confinados na maior parte no quadrante norte do centro. Mais tarde naquele dia, um novo centro ciclônico de baixos níveis formou-se a nordeste do centro original, onde estava localizada a maior parte das áreas de convecção profunda da tempestade. À medida que novas áreas de convecção profunda se formaram, Danny continuou a se intensificar.

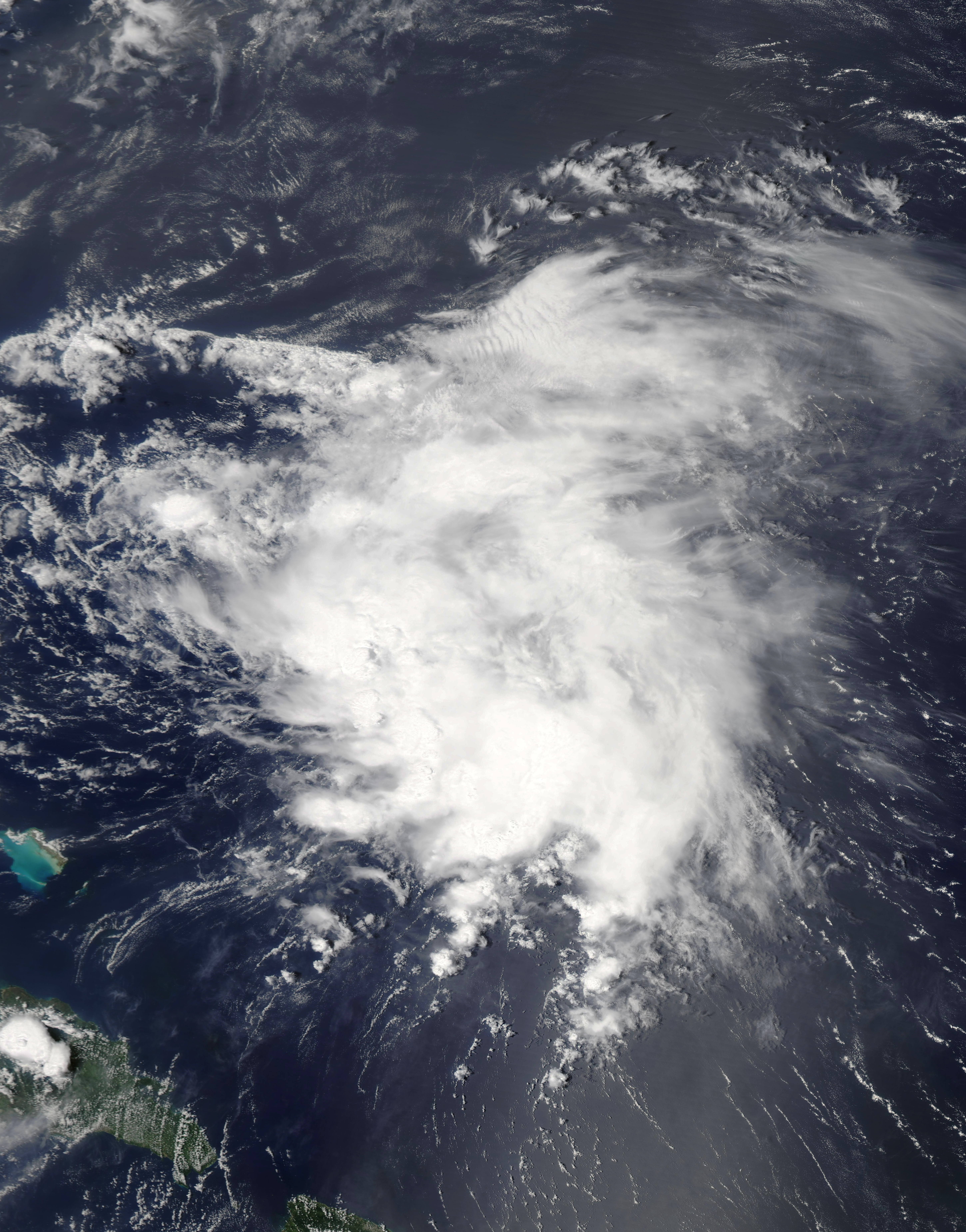
A tempestade tropical Danny no final da tarde (UTC) de 26 de agosto

No início da madrugada seguinte, o centro ficou mais alongado, e suas áreas de convecção começaram a se afastar devido à intensificação do cisalhamento do vento de oeste. Com isso, Danny logo alcançou seu pico de intensidade, com ventos máximos sustentados de 95 km/h e uma pressão atmosférica central mínima de 1006 hPa. Naquela manhã, novas áreas de convecção profunda se formaram numa de suas bandas de tempestade ao sul do centro ciclônico, e a tempestade ficou mais bem organizada. No entanto, a circulação ciclônica de baixos níveis estava ainda parcialmente exposta assim que cisalhamento do vento afetava negativamente Danny. A maior parte das áreas de convecção associadas seguiu para o quadrante leste da tempestade assim que Danny se enfraquecia ligeiramente e assim que a tempestade adentrava numa área de ar seco e estável. Sua circulação ciclônica ficou alongada, possibilitando a pequena aproximação das áreas de convecção de seu centro. Naquela noite, novas áreas de convecção se formaram assim que Danny seguia erraticamente para noroeste.
Durante a manhã de 28 de agosto, Danny começou a seguir para norte, como uma tempestade tropical fraca. A circulação ciclônica de Danny tomou uma forma oval assim que a tempestade se esforçava em continuar ativa. Naquele momento, Danny estava desorganizado e suas áreas de convecção foram removidas para o quadrante sudeste do centro ao invés do quadrante leste devido á presença de um cavado de baixa pressão que se deslocava ao largo da costa das Carolinas, que mudou ligeiramente a direção do cisalhamento do vento. Naquela noite, a pequena área de baixa pressão começou a fundir-se com um sistema frontal, e o Centro Nacional de Furacões emitiu seu último aviso sobre Danny. Mais tarde, o sistema remanescente de Danny acelerou para nordeste, causando uma grande quantidade de chuva nos estados do nordeste dos Estados Unidos e das províncias do Atlântico do Canadá.

## Preparativos e impactos
Um garoto de 12 anos desapareceu enquanto praticava body boarding perto de Corolla, Carolina do Norte, Estados Unidos. A mãe do menino relatou ter o visto ir para o fundo e a sua prancha de board boarding na praia sem o menino. Seu corpo foi encontrado mais tarde a um quilômetro ao norte do local onde ele desapareceu. Ondas fortes também foram relatadas na costa da Carolina do Norte. Algumas praias foram fechadas ao longo da costa assim que chuvas fortes, de até 100 mm, foram relatadas em estados do nordeste dos Estados Unidos.
O sistema remanescente de Danny causou fortes chuvas em toda a costa atlântica do Canadá. Na Nova Escócia, no sul da Nova Brunswick e na Ilha Príncipe Eduardo, acumulados de 60 a 100 milímetros de chuva foram registrados, alcançado o máximo de 108 mm em Saint John, Nova Brunswick, onde muitas estradas foram fechadas e cerca de cinquenta casas foram inundadas. Na Terra Nova, o acumulado de chuva ficou entre 30 a 55 mm. O rio Nine Miles, no condado de Hants, Nova Escócia, foi afetado por grandes swells e inundou uma área destinada à prática de camping.
Os ventos ficaram em média entre 50 a 100 km/h, com rajadas mais fortes, que afetaram Nova Escócia e Terra Nova. As rajadas máximas foram de 113 km/h em St. Paul Island, 119 km/h em Grand Etang e 152 km/h em Wreckhouse. Quedas de energia elétrica foram relatadas em toda a região; 16.000 residências ficaram sem o fornecimento de energia elétrica durante a passagem da tempestade.